# Русский комитет для изучения Средней и Восточной Азии
Русский комитет для изучения Средней и Восточной Азии в историческом, археологическом и лингвистическом отношении — востоковедческая организация, созданная в 1902 году в Санкт-Петербурге по постановлению XII международного конгресса ориенталистов в Риме и просуществовавшая до 1914 года. Комитет состоял из самостоятельных комитетов в разных странах, центральным из которых являлся Петербургский, и являлся головой организацией для «Международного союза для изучения Средней и Восточной Азии в историческом, археологическом, лингвистическом и этнографическом отношениях» (фр. Association internationale pour l’exploration historique, archéologique, linguistique et ethnographique de l’Asie centrale et de l’extrême Orient). Целью создания являлось «Осуществление практических мероприятий по охране памятников древности и изучению Азии в историческом, лингвистическом, археологическом и этнографическом отношениях». 

## Деятельность
Участниками комитета были проведены крупные исследования в различных областях знания. Так А. Д. Руднев занимался изучением монгольских наречий, И. А. Беляев — каракалпакского и И. З. Бравин — ногайского. Были созданы словари исчезающих языков (в том числе якутского). В. Л. Вяткиным проводились раскопок в Самарканде. Б. Б. Барадийн изучал иконографию и культуру ламаизма и дацанов Забайкалья. Исследовались этнография и языки малых народов Енисейского края, как и енисейские надписи. Принимались меры к тому чтобы обеспечить сохранение самаркандских памятников. Комитет оплачивал раскопки и открытие в 1908 году обсерватории Улугбека. А. Н. Самойлович изучал туркменские племена. В Восточном Туркестане работали экспедиции М. М. Березовского (1905 — 1906) и С. Ф. Ольденбурга (1909). 
Широкая научная деятельность комитета была возможна благодаря тому, что делалась опора сотрудником местных научных обществ (например «Общество изучения Амурского края» и «Туркменский кружок любителей археологии»). Кроме того комитет получил хорошую финансовую поддержку со стороны государства: 1) 5 тысяч рублей ежегодно 2) 49 тысяч рублей в течение первых 5 лет (для исследования памятников буддийской культуры) 4) 12000 рублей (исследование Восточного Туркестана) 5) 10000 рублей от Государственной думы.

## Участники
- Радлов, Василий Васильевич — председатель.
- Ольденбург, Сергей Фёдорович
- Бартольд, Василий Владимирович — секретарь
- Бобринский, Алексей Алексеевич (этнограф)
- Веселовский, Николай Иванович
- Васильев, Александр Александрович (историк)
- Жуковский, Валентин Алексеевич — товарищ председателя
- Залеман, Карл Германович
- Коростовец, Иван Яковлевич
- Клеменц, Дмитрий Александрович
- Мелиоранский, Платон Михайлович
- Попов, Павел Степанович
- Ухтомский, Эспер Эсперович
- Штернберг, Лев Яковлевич — секретарь
- Эзов, Герасим Артемьевич

## Печатные издания
Организация издавала журнал «Известия Русского комитета для изучения Средней и Восточной Азии в историческом, археологическом, лингвистическом и этнографическом отношениях». Тираж издания составлял 200 экземпляров. В 1903—1911 годах наряду с «Известиями» отдельно выходило французское издание «Bulletin de l’Association internationale pour l’exploration historique de l’Asie Centrale et de l’Extrême Orient, publié par le Comité russe». С 1912 года оба издания соединились в одно в качестве «Серии II». Кроме того в 1903 по 1914 годах на правах рукописи издавались «Протоколы заседаний Русского комитета для изучения Средней и Восточной Азии в историческом, археологическом, лингвистическом и этнографическом отношениях».